# ICC Awards 2012
Les ICC Awards 2012 sont la neuvième édition des ICC Awards, la cérémonie de remise des prix organisée annuellement par l'International Cricket Council et qui récompense les meilleurs joueurs de cricket de l'année précédente, désignés par un jury de spécialistes. L'événement se tient à Colombo, au Sri Lanka, le 15 septembre 2012, et les performances prises en compte s'étalent du 4 août 2011 au 6 août 2012.

## Jury et sélection

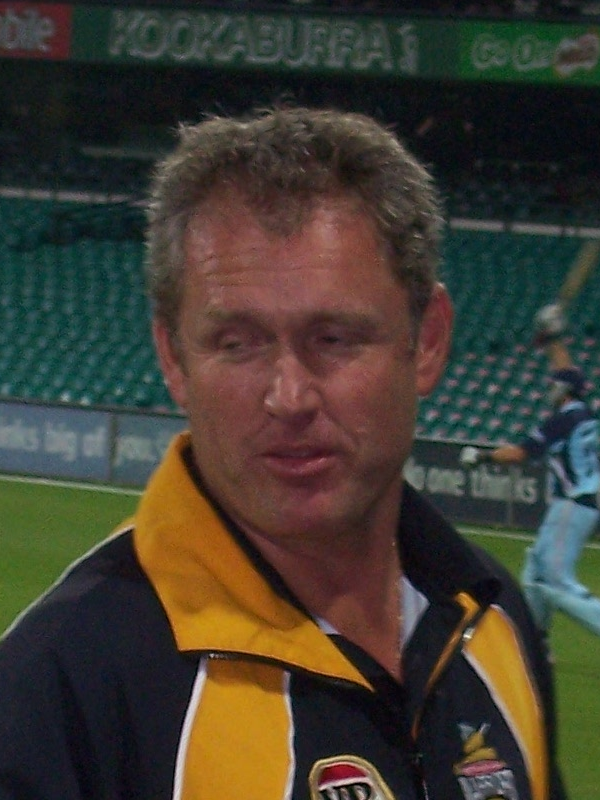
L'ancien international et entraîneur australien Tom Moody est l'un des membres du comité de sélection des ICC Awards 2012.

Le comité de sélection des ICC Awards 2012 est mené par l'ancien capitaine des Indes occidentales Clive Lloyd, par ailleurs à la tête de la commission du cricket de l'International Cricket Council (ICC cricket commitee). Il est accompagné des anciens internationaux Clare Connor (Angleterre féminines), Tom Moody (Australie), Carl Hooper (Indes occidentales) et Marvan Atapattu (Sri Lanka). Les cinq personnalités pré-sélectionnent d'abord une liste de joueurs pour chaque catégorie. Celle-ci est publiée le 13 août 2012. Trente-deux personnalités, anciens joueurs, journalistes et officiels, sont ensuite chargées de désigner les vainqueurs. Une liste de nommés plus restreinte est émise le 30 août.

## Palmarès

### Trophées
| Catégorie                      | Vainqueur                            | Autres nommés |
| ------------------------------ | ------------------------------------ | --- |
| Meilleur joueur(se)            | Kumar Sangakkara (Sri Lanka)         | - Hashim Amla (Afrique du Sud) - Michael Clarke (Australie) - Vernon Philander (Afrique du Sud)                                                   |
| Meilleur joueur en test-matchs | Kumar Sangakkara (Sri Lanka)         | - Hashim Amla (Afrique du Sud) - Michael Clarke (Australie) - Vernon Philander (Afrique du Sud)                                                   |
| Meilleur joueur en ODI         | Virat Kohli (Inde)                   | - M. S. Dhoni (Inde) - Lasith Malinga (Sri Lanka) - Kumar Sangakkara (Sri Lanka)                                                                  |
| Meilleure joueuse en ODI       | Stafanie Taylor (Indes occidentales) | - Lydia Greenway (Angleterre) - Sarah Taylor (Angleterre) - Anisa Mohammed (Indes occidentales)                                                   |
| Révélation                     | Sunil Narine (Indes occidentales)    | - Doug Bracewell (Nouvelle-Zélande) - Dinesh Chandimal (Sri Lanka) - James Pattinson (Australie)                                                  |
| Joueur associé ou affilié      | George Dockrell (Irlande)            | - Kevin O'Brien (Irlande) - Ed Joyce (Irlande) - Paul Stirling (Irlande) - Dawlat Zadran (Afghanistan)                                            |
| Performance en Twenty20        | Richard Levi (Afrique du Sud)        | - Tillakaratne Dilshan (Sri Lanka) - Chris Gayle (Indes occidentales) - Ajantha Mendis (Sri Lanka)                                                |
| Meilleure joueuse en Twenty20  | Sarah Taylor (Angleterre)            | - Alyssa Healy (Australie) - Lisa Sthalekar (Australie) - Stafanie Taylor (Indes occidentales)                                                    |
| Arbitre                        | Kumar Dharmasena (Sri Lanka)         | - Billy Bowden (Nouvelle-Zélande) - Aleem Dar (Pakistan) - Richard Kettleborough (Angleterre) - Simon Taufel (Australie) - Rod Tucker (Australie) |
| « Esprit du cricket »          | Daniel Vettori (Nouvelle-Zélande)    | - Mohammad Hafeez (Pakistan) - Jacques Kallis (Afrique du Sud) - A. B. de Villiers (Afrique du Sud)                                               |
| Choix du public                | Kumar Sangakkara                     | - James Anderson (Angleterre) - Jacques Kallis (Afrique du Sud) - Vernon Philander (Afrique du Sud) - Sachin Tendulkar (Inde)                     |

### Sélections
Deux sélections symboliques sont effectuées en amont de la cérémonie : l'une concerne les joueurs considérés comme les meilleurs en test-matchs, l'autre ceux désignés comme les meilleurs en ODI. Les capitaines respectifs de ses équipes sont l'Australien Michael Clarke et l'Indien Mahendra Singh Dhoni. Quatre joueurs figurent dans les deux listes : Alastair Cook, Kumar Sangakkara, Michael Clarke et Saeed Ajmal. Dale Steyn en est à sa cinquième sélection consécutive dans l'équipe en test-matchs, Hashim Amla, Jacques Kallis et Kumar Sangakkara à leur troisième consécutive, Alastair Cook et Stuart Broad à leur seconde consécutive. En ODI, M. S. Dhoni en est notamment à sa cinquième présence consécutive également.
| Test-matchs | ODI |
| --- | --- |

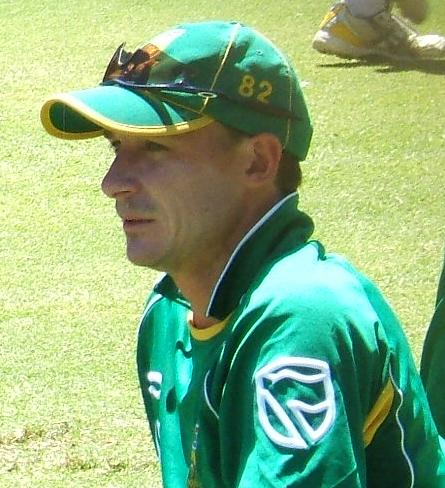
Dale Steyn, sélectionné pour la cinquième fois consécutive dans l'équipe virtuelle des meilleurs joueurs en test-matchs.

| - Alastair Cook (Angleterre) - Hashim Amla (Afrique du Sud) - Kumar Sangakkara (Sri Lanka) - Jacques Kallis (Afrique du Sud) - Michael Clarke (Australie, capitaine) - Shivnarine Chanderpaul (Indes occidentales) - Matt Prior (Angleterre, gardien) - Stuart Broad (Angleterre) - Saeed Ajmal (Pakistan) - Vernon Philander (Afrique du Sud) - Dale Steyn (Afrique du Sud) - A. B. de Villiers (Afrique du Sud, « 12e homme ») | - Gautam Gambhir (Inde) - Alastair Cook (Angleterre) - Kumar Sangakkara (Sri Lanka) - Virat Kohli (Inde) - M. S. Dhoni (Inde, capitaine et gardien) - Michael Clarke (Australie) - Shahid Afridi (Pakistan) - Morne Morkel (Afrique du Sud) - Steven Finn (Angleterre) - Lasith Malinga (Sri Lanka) - Saeed Ajmal (Pakistan) - Shane Watson (Australie, « 12e homme ») |

### Temple de la renommée
Fondé en 2009, le temple de la renommée de l'ICC voit s'ajouter de nouveaux membres à l'occasion des ICC Awards. En 2012 ont droit à cet honneur l'ancien membre de l'équipe des Indes occidentales Brian Lara et l'ancienne joueuse de l'équipe d'Angleterre de cricket féminin Enid Bakewell.